# 내 이름은 공주
《내 이름은 공주》는 2002년 1월 21일부터 2002년 6월 29일까지 방영된 MBC 아침 드라마이다.
이 드라마는 당초 개성 있는 세 자매의 발랄한 사랑 이야기를 그리려 했으나 시청률이 저조하자 갑작스럽게 작가와 PD가 교체되면서 백혈병이 나오는 등 무리수가 등장했다.

## 등장 인물

### 주요 인물
- 조민수 : 최화영 역
- 권민중 : 최목영 역
- 유서진 : 최금영 역
- 이영후 : 최상규 역 - 세 자매의 아버지
- 손숙 : 정선희 역 - 세 자매의 어머니
- 박찬환 : 한법규 역
- 김정민 : 오경호 역
- 김승환 : 강성진 역
- 전재룡 : 백민수 역
- 정성모 : 이창섭 역
- 박형준 : 윤기원 역
- 박근형 : 한춘식 역
- 박명수 : 이철희 역
- 이미경 : 차태희 역
- 김복희 : 한춘선 역 - 한법규의 고모

### 그 외 인물
- 박성은 : 윤서영 역
- 권성덕
- 강경헌 : 황정희 역
- 김신일
- 고용화 : 양해진 역
- 강보라 : 한지원 역
- 서수남
- 신충식
- 신동미 : 이혜진 역
- 손유경 : 서미영 역
- 손민경 : 서미정 역
- 양현태 : 이동훈 역
- 최자혜 : 최민주 역
- 손민우 : 정세민 역
- 최재호 : 조대호 역
- 조재훈 : 김준호 역
- 이치우 : 이강우 역
- 이지형 : 정기영 역
- 문회원 : 강진국 역
- 최은숙
- 김진서
- 서범식
- 손종범 : 정상철 역
- 고태산
- 이은철
- 김대성
- 김무영
- 김상엽
- 이현실
- 안승훈
- 이승아
- 조재혁 : 한재호 역
- 김용희
- 송기설
- 이일웅
- 원웅재
- 전해룡
- 홍승옥
- 김홍수
- 인교진
- 오협
- 염재욱 : 박종석 역
- 윤희주 : 김연희 역
- 지양명
- 이지수
- 안용근 : 박준규 역
- 박현정
- 박경선
- 손종환
- 최명주
- 홍민우
- 공재원
- 정재곤
- 정요숙
- 조성규 : 관장 역
- 권병길
- 나한일
- 김철기 : 김상철 역
- 강용석 : 장재철 역
- 고정민 : 최미숙 역
- 백종헌 : 박철수 역
- 송재윤 : 강태수 역
- 이세은
- 염현희
- 전수연
- 고윤후
- 함신영 : 이동수 역
- 허성수 → 현숙희 : 김영희 역
- 신귀식 : 한정수 역
- 이도련
- 이기열
- 최승경
- 전정로 : 박영수 역
- 정영금 : 이숙자 역
- 한미진 → 양지선 → 박주희 : 공주 역 (아역: 고주연)
- 김혜옥 : 공주 어머니 역
- 원종례 : 공주의 외할머니 역
- 최범호 : 강기태 역
- 전익령
- 김희라
- 조명진 : 김미자 역
- 장경희
- 이경미
- 김태현 : 김윤수 역
- 이미선
- 이영미
- 이성
- 안연홍
- 이필모
- 이미숙
- 정승재
- 한영주
- 최명수
- 구민지 : 정미경 역
- 송성희
- 문보연
- 박채연
- 신수빈
- 박정수
- 송민형
- 김학준 : 강한철 역
- 김석 : 정태섭 역
- 최세환 : 한석규 역
- 김일웅
- 박형선
- 권인선
- 주우 : 김정희 역

| MBC 아침 드라마                                   | MBC 아침 드라마                                    | MBC 아침 드라마                            |
| 이전 작품                                         | 작품명                                             | 다음 작품                                  |
| ------------------------------------------------- | -------------------------------------------------- | ------------------------------------------ |
| 보고싶은 얼굴 (2001년 8월 20일 ~ 2002년 1월 19일) | 내 이름은 공주 (2002년 1월 21일 ~ 2002년 6월 29일) | 황금마차 (2002년 7월 1일 ~ 2003년 3월 1일) |